# Parter (gimnastika)
Parter je gimnastično orodje, ki se uporablja tako v ženski kot tudi v moški športni gimnastiki. Parter so tla, ki se odbijajo in uporablja se ga v mnogih telovadnicah po svetu. Meri do velikosti 12 metrov krat 12 metrov.
1. ↑  »GIMNASTIKA-DIMENZIJE PARTERA I SPRAVA«. www.sportilus.com. Arhivirano iz prvotnega spletišča dne 17. novembra 2023. Pridobljeno 17. novembra 2023.